# 高橋正樹 (テレビプロデューサー)
高橋 正樹（たかはし まさき）は、日本のテレビプロデューサー。
テレビ朝日のプロデューサーとして、主にドラマを中心に担当。特に『特捜最前線』では第1話から10年間に渡ってチーフプロデューサーを務め、ライフワークとしてシリーズを大きく支えた他、『ドラえもん』『西部警察』などの立ち上げにも関わった。

## 主な作品

### テレビドラマ
- 太陽の恋人
- 右門捕物帖
- 非情のライセンス
- ベルサイユのトラック姐ちゃん
- 特捜最前線
- 西部警察
- ニュータウン仮分署
- スペインロマンチック熟年旅行 見つめあう人生!妻は夫に何を見たか!?
- 将軍家光忍び旅
- ル・マンへ熱き涙を
- 生命燃ゆ
- 戦国最後の勝利者!徳川家康
- 流れ板七人
- 将軍の隠密!影十八
- 警視庁女性捜査班シリーズ

### テレビアニメ
- 恐竜探険隊ボーンフリー
- マリンスノーの伝説
- ドラえもん
- 怪物くん